# 1898 no jornalismo
Nesta página encontrará referências aos acontecimentos directamente relacionados com o jornalismo ocorridos durante o ano de 1898.

## Eventos
- 27 de março — Fim da publicação em Lisboa do jornal semanal "Branco e Negro". Foi publicado desde 1896[1].
- 29 de junho — Início da publicação em Portugal do jornal "A Corja! semanário de caricaturas"[2].

## Nascimentos
| Data            | Nome                    | Profissão                                                       | Nacionalidade                              | Observações | Ref |
| --------------- | ----------------------- | --------------------------------------------------------------- | ------------------------------------------ | ----------- | --- |
| 17 de fevereiro | Múcio Leão              | jornalista, escritor e orador                                   | Brasil                                     | m. 1969     |     |
| 12 de março     | Ribeiro Couto           | jornalista, magistrado, diplomata, poeta, contista e romancista | Brasil                                     | m. 1963     |     |
| 23 de abril     | Valentín Paz-Andrade    | jurista, economista, escritor, poeta e jornalista               | Espanha                                    | m. 1987     |     |
| 14 de maio      | Chianca de Garcia       | dramaturgo, jornalista e cineasta                               | Reino Unido de Portugal, Brasil e Algarves | m. 1983     |     |
| 25 de setembro  | Austregésilo de Athayde | jornalista, professor, cronista, ensaísta e orador              | Brasil                                     | m. 1993     |     |

## Mortes
| Data          | Nome                     | Profissão                                           | Nacionalidade | Observações | Ref |
| ------------- | ------------------------ | --------------------------------------------------- | ------------- | ----------- | --- |
| 10 de abril   | Francisco Pedro da Cunha | religioso, jornalista e político                    | Brasil        | n. 1832     |     |
| 16 de outubro | João Mendes de Almeida   | jurista, político, jornalista e líder abolicionista | Brasil        | n. 1831     |     |